# Єлизавета Софія Острозька
Єлизавета Софія Пелагея Острозька (нар. близько 1557 — пом. 26 серпня 1599) — руська (українська) княжна XVI століття з роду Острозьких, старша донька київського воєводи й волинського маршалка, князя Костянтина Василя Острозького та шляхтянки Софії Тарновської.
Дочка православного магната з Волині, вихована матір'ю як палка католичка, вона двічі одружувалася з литовцями-протестантами — спершу з аріанином Яном Кишкою, опісля кальвіністом Криштофом Радзивіллом — забезпеченими й маєстатичними особами, що могли стати надійними союзниками Острозького на політичному поприщі. Єлизавета не брала якої-небудь помітної участі в громадському житті, віддаючи зусилля керуванню приналежними маєтностями. 
Перший шлюб склався цілком щасливо, жінка володіла значною свободою дій, однак всі діти померли у ранньому дитинстві, більше вона їх не мала чи вже не могла мати.

## Біографія

### Перший шлюб

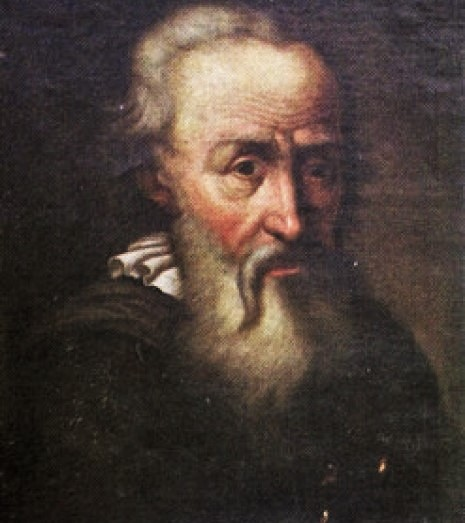
Портрет батька

Докладно невідомо, коли й де народилася Єлизавета Софія; литовська дослідниця Раймонда Рагаускене схиляється до дати 1557 року, позаяк на момент смерті Острозькій виповнилося близько 42/43 літ. Вона мала старших братів Костянтина та Януша, молодшого Олександра й сестру Катерину. Дівчинку, найімовірніше, охрестили за православним обрядом, проте, як було заведено у міжконфесійних шлюбах, виховувалась вона у католицькій вірі матері. Істориками зауважено, зокрема на прикладі роду Острозьких, що жінки зазвичай вирізнялися глибшою богобоязливістю, оскільки усувалися від громадського життя й могли сповна віддатися вірі, тоді як чоловіки були більш релігійно байдужими.
Одержала хатнє виховання. У 13-літньому віці Єлизавету, завидну наречену, видали в шлюб із литовським крайчим Яном Кишкою, магнатом юним, вельми багатим і добре освіченим, патроном антитринітаріїв. Весілля справили 5 лютого 1570 року. Одруження доньки відбулося з волі чи безпосередньої ініціативи Костянтина Острозького. Таким робом він сподівався заручитись підтримкою чільного урядника у справі відстоювання релігійної свободи. Київський воєвода виділив посаг вартістю 100 тисяч дукатів, тоді як його зять записав на користь Єлизавети у різний час і в різних своїх володіннях до 160 тис. злотих сукупно. Завдяки батьковій спадщині Ян Кишка входив до когорти найбільших землевласників ВКЛ, йому належало 70 містечках і 400 сіл, де мешкало понад 60 тисяч осіб.
У родині Кишок панувала релігійна терпимість: чоловік завзято опікувався аріанськими храмами й школами, дружина ж була ревною римо-католичкою й протягом всього життя мала особистого духівника. Поки Ян здрастував вона не брала активної участі у закладенні латинських церков на своїх володіннях, заходившись їх фундувати лишень по його смерті. У праці А. Кальнофойського княжна вказана серед ктиторів православної Києво-Печерської лаври. Єлизавета самостійно й енергійно порядкувала у власних маєтках, призначала урядників, на свій копил формувала склад двору, провадила культурну і меценатську діяльність. Спільно з чоловіком вона викупила 6 маєтків свекрухи, які та раніше віддала у заставу, а в 1574 р. — разом з братами і сестрою — продала будинок у Кракові й добра Тарґовисько й Закшув. Серед іншого, збереглася грамота 1596 р. до жителів міста Кейдани, якою магнатка, відповідаючи на скаргу про збитки й кривди, завдані писарем Войтеком Томашевським, наказала місцевому старості відсторонити останнього від виконання службових обов'язків й дозволила міщанам самим обрати писаря на власний розсуд.
Княжна любила подорожувати, навідувати родичів і сусідів, час з чоловіком зазвичай проводила у садибах в Ів'ї, Любчі та Венгруві, а головно у Лоському замку, котрий слугував парадною резиденцією сімейства. В останньому зберігався архів Кишок, перевезений з Венгрува, однак більша його частина була знищена пожежею 1581 року, а відтак частка рукописів дісталася молодшому брату Яна, Станіславу Кишці. Жінка розділяла поширену серед тогочасної європейської аристократії моду на карликів. Так, навесні 1581 панянка навідала осташинське помістя княгині Софії Олельківни-Слуцької, де вирішила придбати коротунів і робітниць-московитянок. Пізніше вона обмінювалася ними з іншими магнатками, когось зробила слугами; одну таку стару карлицю на ймення Гальшка Єлизавета згадала у заповіті, просячи вітця поселити її в Острозі та забезпечити довіку всім необхідним.
Схоже на те, що шлюб був досить щасливим, обидвоє плекали теплі почуття одне до одного. Прикметно, що навіть у другому шлюбі Єлизавета дорожила пам'яттю про Я. Кишку, берегла подарунки, які той робив, наприклад, у 1597 р. попрохала вислати ланцюжка, який отримала з нагоди весілля. Тривалий час вважалося, що пара не завела дітей, однак наразі встановлено, що вони таки були, але всі померли у ранньому дитинстві. Ян щиро поважав і леліяв «наймилішу» дружину, особливо коли та в 1586-87 рр. тяжко недужала, мабуть, після чергового викидня або ж невдалих пологів. У лютому 1587 їй стало зовсім зле, але до квітня стан здоров'я трохи покращився. За весь час хвороби Єлизавета змогла самостійно «перейти один раз до другої будівлі, й то інші допомогли». За таких обставин чоловік відмовився покидати домівку й наполягав, аби питання виборів литовських високопосадовців обговорювалося неподалік його маєтків — у Новогрудку. Пізніше з'явилися нові причини для хвилювання. Ян Кишка тоді резюмував, що сильно заклопотаний, а лікар — повен роботи. Осінню наступного року магнат відклав через слабке жінчине здоров'я важливу зустріч з К. Радзивіллом. Литовська історикиня Н. Асадаускене висунула здогад, що нервові захворювання, які особливо далися взнаки під час другого шлюбу Єлизавети, могли бути спадковими — її батько, наприклад, слабував на епілепсію.
У липні 1592 року Ян Кишка помер й був похований у Венгруві. З невідомих причин дружина не взяла участі у похоронах. Можливо, вона була не в ладах зі свекрухою, що їх організовувала, чи цьому перешкодили виниклі конфліктні розбіжності з чоловіком з огляду на її старання латинізувати протестантські храми, або ж, цілком імовірно, Єлизавета просто хворіла. Постало питання спадщини. У заповіті Кишки зауважувалось, що перший запис на користь Острозької й розподіл майна відбувся у 1579, другий тестамент був укладений 20 грудня 1588, а останні корективи внесені 20 грудня 1591. Згідно з ним рівноправними спадкоємцями визнавалися дружина, що одержувала 10 тисяч литовських грошей (не враховуючи тих 24 тис., записаних у квітні 1579), і Станіслав Кишка, глухонімий з народження молодший брат небіжчика.

### Другий шлюб

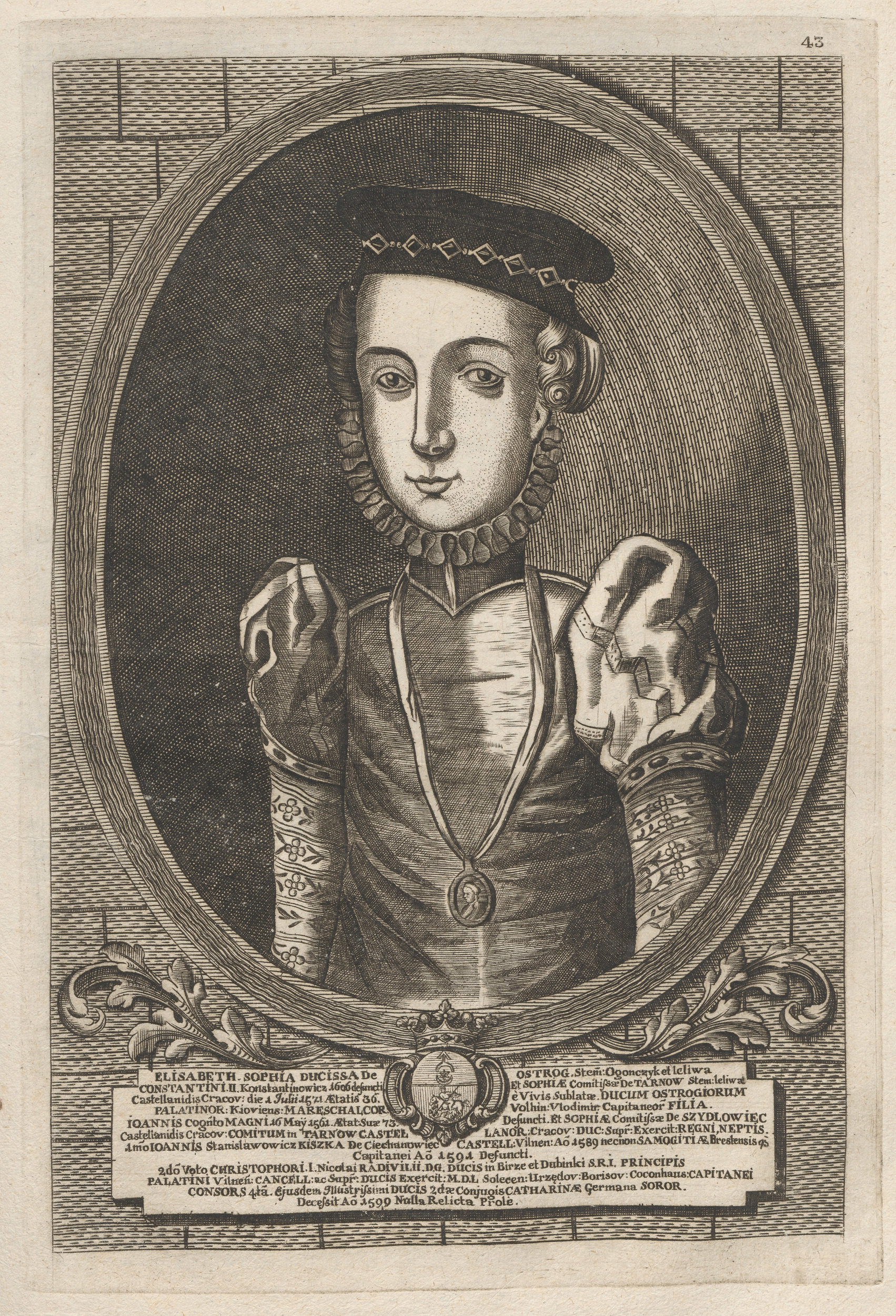
Гравюра з альбому 1758 р. з «Icones familiae ducalis Radivilianae ex originalibus…»

Острозький вирішив запропонувати руку Єлизавети канцлеру ВКЛ Льву Сапезі, принаймні, так повідомляв останній у листі до Криштофа Радзивілла «Перуна». Сапега стверджував, що «дівці» начебто виповнилося заледве 8 чи 10 літ, а тому він не второпає подібного кроку. Невдовзі, 13 лютого 1593 року, Єлизавета побралася з тим-таки Криштофом Радзивіллом, назначеним раніше опікуном володінь шваґерки. З ним вона непогано зналась, ба більше, колись навіть могла стати дружиною: Радзивілл «Рудий» звертався в 1569 році з матримоніальними планами до К. В. Острозького, але тоді справа до весілля чомусь не дійшла. Тепер же батько був вельми зацікавлений у тім, аби поглибити вигідні й конче необхідні зв'язки з біржанською гілкою цього могутнього клану.
На заваді черговому шлюбу віленського воєводи із заможною вдовою стало те, що раніше він вже був одружений з її молодшою сестрою Катериною. Ця обставина викликала значний резонанс. Кальвіністським теологам знадобились справді чималі зусилля, аби обґрунтувати вчинок, який згідно з християнським канонічним правом тієї доби вважався ледь не інцестом. Радзивілл безрезультатно звертався по дозвіл до багатьох протестантських університетів Німеччини, Англії та Женеви. З реляції нунція у Речі Посполитій Джерманіко Маласпіни випливає, що магнат випрошував згоди навіть у Папи Римського, хоча ця звістка видається доволі сумнівною, оскільки навряд чи його, кальвініста, обходила думка понтифіка. Церемонію вінчання, попри загрозу позбавлення сану, зважився провести ковенський пробощ Яків Воронецький, родом зі Збаража; на знак вдячності в 1594 р. його зробили плебанем костелу святого Георгія в Кейданах. Питання законності шлюбу було цілком владнано тільки в 1597 році, коли король Сигізмунд III дав своє схвалення в обмін на підтримку «Перуном» кандидатури Бернарда Мацейовського на місце віленського єпископа.
По смерті першого чоловіка Єлизавета стала стороною низки судових тяганин. Чи не найскладнішою виявилася справа проти Станіслава Кишки, якого аж ніяк не тішила перспектива втрапляння братових латифундій, успадкованих дружиною, до рук Радзивіллів. Під'юджений матір'ю та Є. Сапежанкою, Станіслав поспішив вступити у керування своєю патримонією, одідичивши заразом й дещо з частки, виділеної Острозькій. Спір той розглядав ошмянський староста Станіслав Нарбут, який підтвердив права останньої. Невдоволений цим С. Кишка звернувся до Головного трибуналу ВКЛ. Там від Єлизавети зажадали надати заповіт чоловіка, що і було зроблено, й на цій підставі суд знову підтвердив її права. Тим не менш, панянка згодилась добровільно передати Кишці частину Лоська, Кейдан і Кам'янця, дім у Вільні, декотрі обійстя, і не стала висувати претензії на володіння, самочинно забрані Станіславом раніше.
1594 року Криштоф з дружиною подав позов проти тестя, Костянтина Острозького, відносно спадщини покійної Гальшки Острозької. Як відомо, Гальшка заповіла статки дітям стрия, 2 синам і 2 донькам, кожному по четвертині. Батько не став ділити землі між дітьми, а тримав під своє рукою. Радзивілл, котрий мав шлюб з обидвома дочками Острозького, зажадав передачі добр Ельжбеті й Катерининому сину Янушу. Слонімський ґродський суд погодився з аргументацією, але київський воєвода оскаржив вердикт у Новогрудському, а потім Коронному трибуналах. Радзивілл цього й очікував. У Любліні він за підказкою Л. Сапеги відкрив паралельний процес щодо материзни як донькам Софії Тарновської. За посередництва Іпатія Потія, М. Фірлея й Л. Сапеги 24 серпня 1594 року сторони підписали мирову угоду. Єлизавета також поставила свій підпис й зискала від батька низку маєтків. Процес не зіпсував добрих, як і раніше, взаємин К. Острозького з «Перуном». Останній усе ж був дещо розчарований — виявилось, що його обраниця, на ім'я якої власне і відходили відсуджені добра, зовсім не збирається переписувати їх на нього. Зате Януш сподобився від тітки маєтностей вартістю 55 000 злотих.

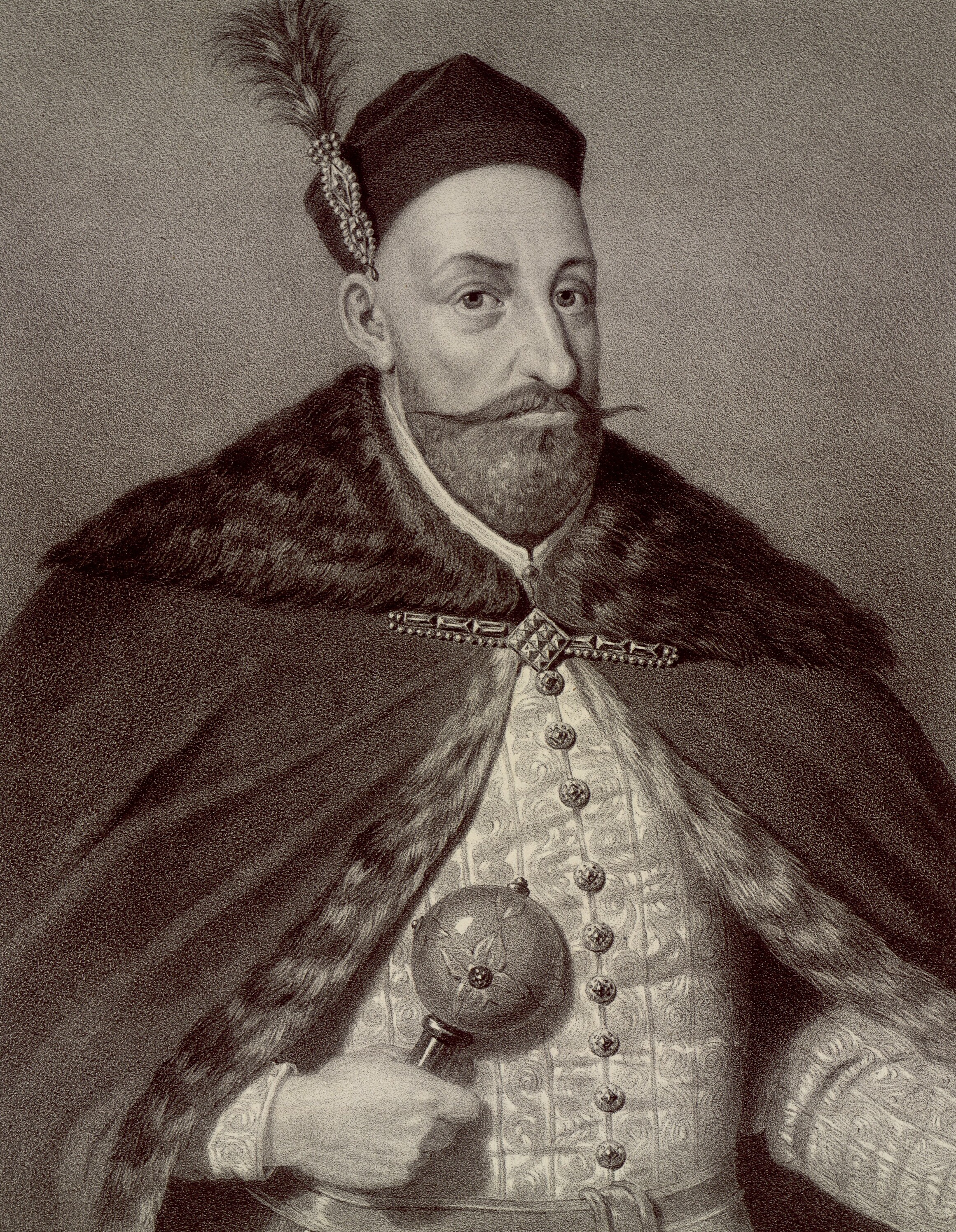
Другий чоловік

Між 1592 та 1594 рр. у Вільні мешкав запрошений Єлизаветою італійський гуманіст Джованні Бернардино Боніфаціо. Хоча той був прихильником Реформації, в листуванні Острозька шанобливо називала сліпого неаполітанця «батьком». Запевне вона зустрічалася з ним й обговорювала релігійні питання, що її хвилювали (роки, проведені з чоловіком-социніанином, поліконфесійність самої столиці ВКЛ, мабуть, таки справили вплив на жінку, чому вторувало прагнення мати при дворі представника високої ренесансної культури).
Подружнє життя складалося не вельми вдало. У кореспонденції пари тема вагітності не підіймалася, либонь, через ускладнення від раніших пологів чи викиднів Єлизавета більше не могла мати дітей або ж було вирішено підтримувати тільки платонічні відносини, аби уникнути гріха кровозмішення. Від Катерини Тенчинської (пом. 1592) — третьої дружини литовського магната й близької подруги Острозької — залишились 10-літня донька Гальшка. Р. Рагаускене відмічає, що мачуха не тільки була допущена до дівчинки, але й не розлучалася з нею навіть в 1595—1597 рр., коли стосунки з чоловіком суттєво погіршились. Каменем спотикання стало питання майна дружини: панянка довзолила Криштофу господарювати на обширних володіннях колишнього мужа, але жадібному Радзивіллу кортіло прибрати й особисті посілості. Він став усіляко спонукати жінку до передачі земель, замалим не тероризувати. Іншою причиною незгод послугував конфесійний аспект. Чоловік повсякчас силкувався обмежити контакти дружини з католицьким кліром й прагнув відвернути її від католицьких практик, щоправда, не шляхом примусу, а радше силою переконання. Звадливо він глядів і на рішення Єлизавети перетворити аріанський храм у Венгруві на католицький, одначе за умовами договору між подружжям і луцьким єпископом Бернардом Мацейовським святиня таки зосталась латинською.
Сімейні перипетії негативно позначилися на психологічному стані. Вона стала налягати на спиртні напої, з'явились симптоми нервової булімії. Придворний медик Ігнатій Мамонич (пол. Ignacy Mamonicz) доносив у реляції від 5 червня 1595 р., що коли «Перун» від'їхав з маєтку вона узяла собі за звичку пити вино з самісінького ранку; прийоми їжі, бувало, траплялися до семи разів в день. Мамонич не пробував суворо обмежувати жінку у споживанні алкоголю, але радив робити це в помірних кількостях і не зранку. До вересня стан здоров'я лише погіршився і магнатка звернулася з просьбою допомоги до Миколая Радзивілла «Сирітки», щоправда, просячи надіслати не лікарів чи ліки, а католицького священника Станіслава Раковського. Воно й не дивно, адже екзальтований «Сирітка» постійно засипав Єлизавету, як раніше її сестру Катерину, розлогими й надто дидактичними листами, покликаними єдино зміцнювати віру в Бога.
В 1596 році Криштоф затявся притлумити норов дружини й нав'язати свою волю. В її почет він просунув низку клевретів, як-от Петра Ореховінського, якому було доручено слідкувати за кожним кроком тої та не допускати зустрічей з людьми з оточення Острозьких. Деяких слуг підкупили, лояльних до господарки осміювали й звільняли, хоча знайшлися й ті, що зберегли вірність. Всі контакти з чоловіком проходили через слуг. Поза тим, малжонок зобов'язав п. Чекановського, свого клієнта, інформувати про все, що довідується його благовірна, від якої Єлизавета «нічого не тримає у таємниці». В листопаді 1596 остання викрила «найбільшого здрайцю», лікаря Даніеля Наборовського, коли з'ясувалось, що він передавав Криштофу її листи до єзуїтів. Навіть надсилаючи лікаря, Радзивілл інтригував: Ореховінському було звелено написати Ігнатію Мамоничу, мовляв, Острозька глупа і тільки знає, що скаржитися, нічого не платить і геть не дбає про своє здоров'я.

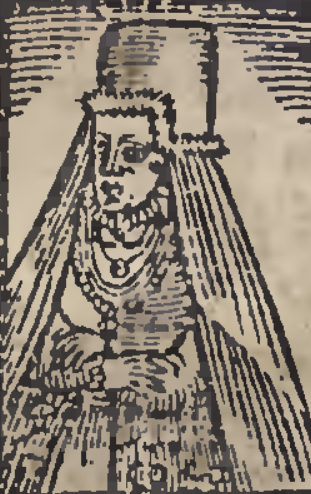
З книги Б. Папроцького «Гніздо цноти», 1578. Єлизавета зображена з суворим обличчям, котре притлумлене «шапкою» з хутряною опушкою та фалдами тканини.

Починаючи з літа 1596 року, чоловік взяв її під свій «захист», тоді як сам подався до Новогрудка. Впродовж червня, який не видався благополучним, аристократка жила у Старій Весі. Приставлений італійський лікар А. Венетій характеризував стан її здоров'я як слабкий і доносив Радзивіллу, що якось дружина випила надміру вина й її сильно знудило. Відтак княжну перевели зі Старої Весі до містечка Сереє (лит. Seirijai), але самопочуття не покращилось — Єлизавета продовжила перебирала зі спиртним. Неабияк схвильований Венетій пропонував відвезти пацієнтку до Сандомира чи Любліна, де їй зможуть надати більш кваліфіковану допомогу. Через кілька днів, 7 жовтня, той же лікар нарікав, що дама ледь не до напівсмерті упилась вином та іншим питвом, й загалом почувається слабко. Другого дня ситуація повторилась; Венетій з служницями намагались її зупинити, та все даремно. Пізніше княжна сама зголосилась написати чоловіку, аби її відправили до люблінських медиків, однак незабаром передумала й зареклась куди-небудь їхати. У донесенні тижнем пізніше доктор згадував, що Єлизавета добре їсть і п'є, співає пісень, «іноді псалмів, іноді про Наливайка», подекуди плаче, але «не через біль, а через свої старі звички». Та попри це вона навідріз відмовилася передавати чоловіку частину маєтків.
Розсерджений Криштоф розпорядився відіслати дружину із Сереє до містечка Віжуни (лит. Vyžuonos). Слуг при цьому змусили постуляти пельки щодо майбутньої поїздки, аби княгиня не могла зв'язатися з родичами. Водночас було заарештовано гінців тестя з листами. Ельжбеті вкотре нагадали, що краще би та цінувала кохання чоловіка й взагалі «до чорта [їй] та маєтність», коли мова йде про сімейну любов і злагоду. Коли чоловік покинув Сереє, Острозька надіслала батькові псолання, у якім винуватила Радзивілла у забранні скриньки й 3000 злотих. Надто малжонка ображало, що дружина зволила віддати йому тільки 2000 кіп грошей, глузливо зауважуючи, що ця сума — половина від усіх прибутків з її володінь, а якби ними керував він, ремствував Криштоф у переписці з Ореховінським, то Єлизавета щорічно одержувала б ті ж 2 тисячі, а надлишок міг забрати собі.
У Віжунах вона замешкувала з пасербицею і, можливо, племінницями «Перуна», Софією та Катериною, — доньками померлого новогрудського воєводи Миколая Радзивілла. Де ж знаходився пасинок Криштоф невідомо.

### Смерть
Єлизавета померла по тяжкій хворобі в 1599 році. У заповіті вона розпорядилась, аби тіло упокоїли в соборі Святого Станіслава у Вільні поруч із труною сестри, але Криштоф вирішив поховати дружину в православному соборі Слуцька. Католицьке духовенство спротивилось погребінню Єлизавети у костелі через православне хрещення. Пізніше Острозький забрав прах доньки й 4 лютого 1600 помістив у родовій усипальниці Богоявленської церкви в Острозі. Крім того, в тестаменті був вказаний грошовий внесок, який Ельжбета доручила батькові вчинити на користь вищезгаданого віленського храму, але цього через нез'ясовані обставини не сталось.